# Cerrillada
Cerrillada ist eine Ortschaft in Uruguay.

## Geographie
Sie befindet sich im Sektor 7 des Departamento Rivera. Dort liegt sie an der nördlich des Ortes verlaufenden Grenze zum Nachbarland Brasilien. Nächstgelegene Ansiedlungen auf uruguayischem Territorium sind Lapuente in westlicher Richtung und Arroyo Blanco im Südsüdwesten.

## Einwohner
Cerrillada hatte bei der Volkszählung im Jahr 2011 113 Einwohner, davon 59 männliche und 54 weibliche.
| Jahr | Einwohner |
| ---- | --------- |
| 1996 | -         |
| 2004 | 130       |
| 2011 | 113       |

Quelle: Instituto Nacional de Estadística de Uruguay